# Возбуждение (физиология)
Возбужде́ние в физиологии — специфический ответ ткани на пороговый и надпороговый (максимальный, супермаксимальный) стимул. При подпороговом раздражении, у возбудимых тканей, как и у невозбудимых тканей, развивается неспецифическая реакция — раздражение (метаболические изменения в клетке).

## Возбудимые ткани
Возбудимыми считаются нервная (проведение возбуждения) и мышечная (сокращение) ткани и железистая ткань (выделение секрета).

## Свойства возбудимых тканей
- Проводимость — способность проводить электрический ток.
- Раздражимость — способность ткани отвечать на действие раздражителей неспецифической реакцией (изменение метаболизма).
- Возбудимость — способность реагировать на раздражение путём изменения электрических свойств мембраны клеток и их обмена веществ
- Лабильность — способность к ритмической активности. Выражается в максимальном количестве импульсов, проводимых в единицу времени[2].

## Механизм возбуждения
При возбуждении живая система переходит из состояния относительного физиологического покоя к состоянию физиологической активности. В основе возбуждения лежат сложные физико-химические процессы. Мерой возбуждения является сила раздражителя, которая вызывает возбуждение.
Возбудимые ткани обладают высокой чувствительностью к действию слабого электрического тока (электрическая возбудимость), что впервые продемонстрировал Л. Гальвани.